# Giovanni Francesco Commendone
Giovanni Francesco Commendone (ur. 17 marca 1523 w Wenecji, zm. 26 grudnia 1584 w Padwie) – włoski kardynał, biskup Zanty od 1555 r., legat papieski i nuncjusz apostolski w I Rzeczypospolitej w latach 1563–1565 i 1571–1573, działacz kontrreformacji.

## Życiorys
Studiował prawo i nauki humanistyczne na Uniwersytecie w Padwie. W 1550 r. przybył do Rzymu. Dzięki protekcji ambasadora Republiki Weneckiej został sekretarzem papieża Juliusza III. W sierpniu 1553 r. brał udział w legacji do Anglii, mającej na celu doprowadzenie do powrotu tego kraju, rządzonego przez Marię Tudor, na łono kościoła katolickiego. W 1555 r. papież Paweł IV mianował go biskupem Zanty. W 1556 r. brał udział w legacji do Niderlandów Hiszpańskich, na dwór cesarza Karola V Habsburga i Filipa II. W tym samym roku mianowany nuncjuszem nadzwyczajnym w Urbino, Ferrarze, Parmie i Wenecji. Usiłował uzyskać pomoc wojskową tych republik dla Państwa Kościelnego, zagrożonego postępami wojsk hiszpańskich.
W 1560 r. wysłany jako legat papieski do Świętego Cesarstwa Rzymskiego, w celu zaproszenia przedstawicieli państw katolickich i protestanckich na otwieraną właśnie sesję soboru trydenckiego. Przybył na konwencję religijną przedstawicieli władców protestanckich w Naumburg (Saale), gdzie bezskutecznie próbował przekonać ich do wznowienia unii z kościołem rzymskim. W styczniu 1563 r. wyjechał z misją do Innsbrucku, gdzie konferował nad kwestiami soboru z cesarzem Ferdynandem I Habsburgiem.
W październiku tego roku jako legat i nuncjusz apostolski przybył do Rzeczypospolitej. Tu odwiódł króla Polski Zygmunta II Augusta od idei utworzenia (nieuznającego prymatu papieża) polskiego kościoła narodowego. Król Zygmunt II August wraz z Senatem przyjął z rąk nuncjusza Commendonego księgę ustaw soboru trydenckiego na sejmie w Parczewie 7 sierpnia 1564 roku. Działał też ze szkodą dla Polski na korzyść Habsburgów. W czasie wizytacji kościołów polskich zwiedzał i twierdze a później w zaszyfrowanych listach przekazywał wrogom informacje o liczebności i stanie wojsk. Przygotowywał też zbrojne powstanie mające na celu osadzenia Habsburga na tronie polskim.
Wraz z kardynałem Stanisławem Hozjuszem przeprowadził uznanie dekretów soboru trydenckiego przez polski episkopat, sprowadził też zakon jezuitów. W 1566 r. mianowany legatem papieskim na sejm Rzeszy w Augsburgu. W 1568 odbył legację do cesarza Maksymiliana II Habsburga. W 1571 r. jako legat do cesarza i Zygmunta II Augusta zabiegał o stworzenie ligi przeciwko imperium osmańskiemu. W 1573 r. poparł kandydaturę Henryka Walezego.
Jest autorem wspomnień z czasów swojego pobytu w Rzeczypospolitej pod tytułem Pamiętniki o dawnej Polsce.